# Saint-Martin-la-Méanne
Saint-Martin-la-Méanne é uma comuna francesa na região administrativa da Nova Aquitânia, no departamento de Corrèze. Estende-se por uma área de 27,7 km². Em 2010 a comuna tinha 352 habitantes (densidade: 12,7 hab./km²).